# 阿爾塞拉峰
78°56′29.6″S 84°35′19″W / 78.941556°S 84.58861°W

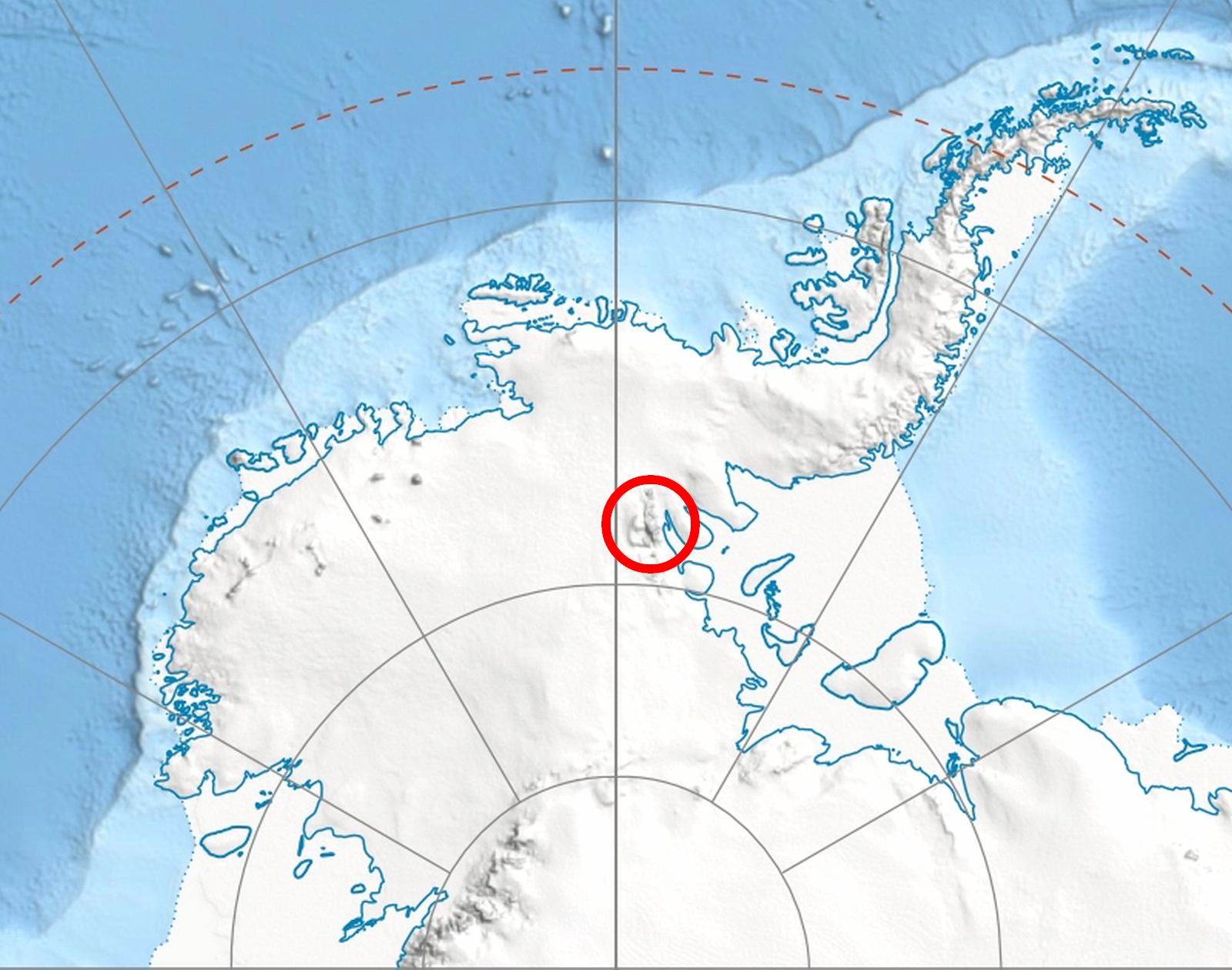

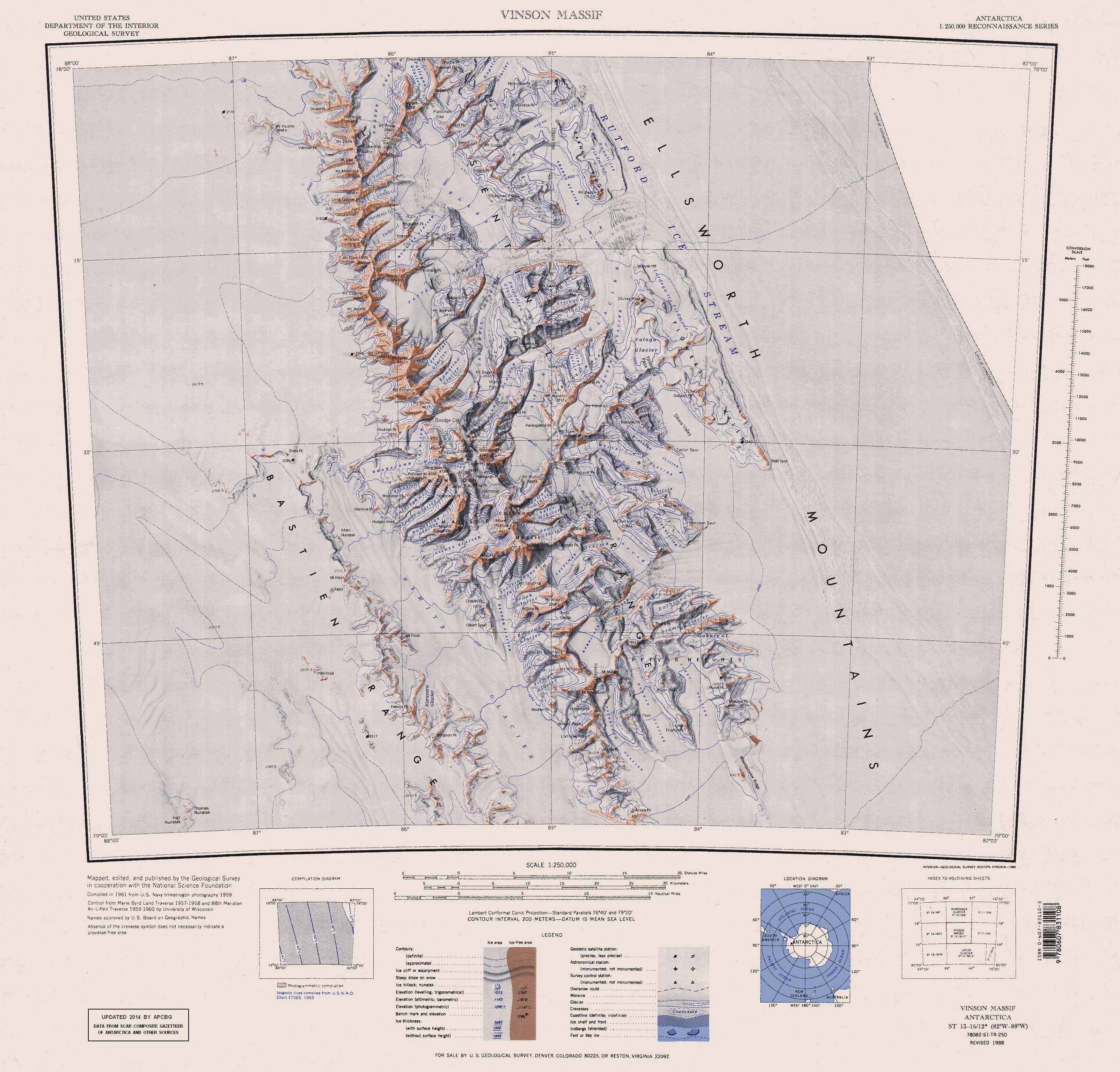

阿爾塞拉峰（英語：Arsela Peak）是南極洲的山峰，位於埃爾斯沃思地，座標78°56′29.6″S 84°35′19″W，處於利什尼斯峰東南面11公里、芒廷維尤嶺西南面14.9公里和奧尼爾冰原島峰東北面12.1公里，屬於埃爾斯沃思山脈中森蒂納爾嶺的一部分，海拔高度1,600米（5,250英尺），現時由南極條約體系管理。